# Грушківське залізорудне родовище
Грушківське залізорудне родовище Середнього Побужжя приурочено до однойменної синформної структури північно-східного простягання, перекинутої на північний захід.

## Загальний опис
У будові синкліналі беруть участь метаморфізовані ефузивно-скарнові породи (залізисті кварцити, кальцифіри, амфіболіти, глиноземисті гнейси) бузької серії, ультрабазити деренюхінського комплексу та біотитові мігматити побузького комплексу.
Залізисті кварцити, що представлені ферогіперстеновими та двопіроксеновими різновидами, утворюють у східному крилі складки ряд великих покладів, які ідуть один за одним на відстані 5 км. Потужність залізорудної товщі коливається від 10 до 300 м (в середньому — 75 м), яка, як правило, містить декілька шарів залізистих кварцитів потужність у перші десятки метрів, роз'єднаних малопотужними (2—15 м) прошарками кальцифірів, амфіболітів та гіперстен-кордієрит-біотитових гнейсів. У залізистих кварцитах на контакті з кальцифірами часто спостерігаються ділянки скарнів різного складу потужністю до 1—2 м, в кальцифірах скарноїди більш поширені, їх потужність сягає до 10 м. Кальцифіри часто містять вкрапленість магнетиту і на таких ділянках представляють багаті залізні руди. Середній вміст заліза загального по родовищу становить 28,83 %, магнетитового — 17,21 %. За генетичним типом руд родовища можна поділити на метаморфогенні і скарнові. В результаті пошукових робіт на родовищі підраховано прогнозні ресурси категорії Р2 до глибини 1000 м.